# Feldermühle
Feldermühle ist einer von insgesamt 106 Ortschaften der Gemeinde Reichshof im Oberbergischen Kreis im nordrhein-westfälischen Regierungsbezirk Köln in Deutschland.

## Lage und Beschreibung
Feldermühle liegt westlich der Wiehltalsperre, die nächstgelegenen Zentren sind Gummersbach (22 km nordwestlich), Köln (60 km westlich) und Siegen (44 km südöstlich).
| Bevölkerungsentwicklung | Bevölkerungsentwicklung |
| Jahr                    | Einwohner               |
| ----------------------- | ----------------------- |
| 1946                    | 9                       |
| 1991                    | 3                       |
| 2005                    | 10                      |
| 2006                    | 10                      |
| 2008                    | 10                      |
| 2017                    | 7                       |
| 2018                    | 7                       |
| 2019                    | 7                       |